# Prontoacorrere
#prontoacorrere – drugi album studyjny włoskiego piosenkarza Marco Mengoniego wydany 19 marca 2013 roku nakładem wytwórni Sony Music Italy.
Album promowały single „L’essenziale”, z którym Mengoni reprezentował Włochy w 58. Konkursie Piosenki Eurowizji w 2013 roku, a także „Pronto a correre” i „Non passerai”.
Krążek zadebiutował na pierwszym miejscu włoskiej listy najczęściej kupowanych płyt i przez dwadzieścia osiem tygodni utrzymywał się w pierwszej dziesiątce zestawienia. Album uzyskał także status potrójnej platynowej płyty w kraju.

## Single
Pierwszym singlem promującym płytę został utwór „L’essenziale”, z którym Mengoni wygrał w lutym finał 63. Festiwal Piosenki Włoskiej w San Remo. Po koncercie finałowym numer zadebiutował na pierwszym miejscu włoskiej listy przebojów i utrzymał się na nim przez kolejne osiem tygodni. Premiera cyfrowa singla odbyła się 19 marca, a w maju piosenkarz reprezentował z nim Włochy podczas 58. Konkursu Piosenki Eurowizji organizowanego w Malmö. 18 maja zaśpiewał go w finale widowiska i zajął ostatecznie siódme miejsce z wynikiem 126 punktów, w tym m.in. z maksymalnymi notami 12 punktów od Albanii, Szwajcarii i Hiszpanii.
14 lutego 2013 roku za pośrednictwem serwisu iTunes wydano utwór „Bellissimo” w wersji promo.
W kwietniu premierę miał drugi oficjalny singiel z płyty, na którym został wybrany tytułowy utwór „Pronto a correre”. Piosenka dotarła do siódmego miejsca list przebojów w kraju.
Trzecim singlem promującym album został utwór „Non passerai”, który miał swoją cyfrową premierę 23 sierpnia 2013 roku. Numer zadebiutował na dziesiątym miejscu krajowych list przebojów.

## Lista utworów
Spis sporządzono przy użyciu materiału źródłowego:
| Nr  | Tytuł utworu                | Autor(zy)                                                | Długość |
| --- | --------------------------- | -------------------------------------------------------- | ------- |
| 1.  | „L’essenziale”              | Roberto Casalino, Francesco De Benedettis, Marco Mengoni | 3:38    |
| 2.  | „Non me ne accorgo”         | Mengoni, Matteo Valli                                    | 3:28    |
| 3.  | „Non passerai”              | Mengoni, Ermal Meta, Matteo Buzzanca                     | 3:43    |
| 4.  | „Un’altra botta”            | Mengoni, Meta, Dario Faini                               | 3:12    |
| 5.  | „La vita non ascolta”       | Mengoni, Meta, Faini                                     | 3:34    |
| 6.  | „Pronto a correre”          | Mengoni, Norma Jean Martine, Adam Argyle, Martin Brammer | 3:48    |
| 7.  | „Bellissimo”                | Gianna Nannini, Davide Tagliapietra, Luigi De Crescenzo  | 3:38    |
| 8.  | „La valle dei re”           | Alessandro Raina, Buzzanca                               | 4:05    |
| 9.  | „I Got the Fear”            | Luca Carboni, Coffee, Busbee                             | 3:11    |
| 10. | „Avessi un altro modo”      | Mengoni, Valli                                           | 3:15    |
| 11. | „Evitiamoci (La soluzione)” | Mengoni, Valli                                           | 3:24    |
| 12. | „20 sigarette”              | Mengoni, Valli                                           | 4:22    |
| 13. | „Spari nel deserto”         | Mengoni, Valli                                           | 3:25    |
| 14. | „Una parola”                | Mengoni, Valli                                           | 3:31    |
| 15. | „Natale senza regali”       | Mengoni, Valli                                           | 3:44    |
|     |                             |                                                          | 53:58   |

## Notowania i certyfikaty
| Kraj       | Lista (2013)   | Najwyższe miejsce |
| ---------- | -------------- | ----------------- |
| Włochy     | Album Top 100  | 1                 |
| Szwajcaria | Albums Top 100 | 52                |
| Hiszpania  | Albums Top 100 | 73                |

| Kraj   | Certyfikat | Sprzedaż |
| ------ | ---------- | -------- |
| Włochy | 3x Platyna | 150 000  |